# Вісьнич
Вісьнич (пол. Wiśnicz) — село в Польщі, у гміні Малогощ Єнджейовського повіту Свентокшиського воєводства.
Населення — 238 осіб (2011).
У 1975-1998 роках село належало до Келецького воєводства.

## Демографія
Демографічна структура на день 31 березня 2011 року:
|          | Загалом | Допрацездатний вік | Працездатний вік | Постпрацездатний вік |
| -------- | ------- | ------------------ | ---------------- | -------------------- |
| Чоловіки | 133     | 34                 | 86               | 13                   |
| Жінки    | 105     | 20                 | 58               | 27                   |
| Разом    | 238     | 54                 | 144              | 40                   |